# Koulusrivier
Koulusrivier (Zweeds – Fins: Koulusjoki) is een rivier annex beek, die stroomt in de Zweedse  gemeente Kiruna. De Koulusrivier verzorgt de afwatering van het Koulusmeer, dat gelegen is op de rand van de Koulusvallei. De Koulusrivier is nauwelijks vijf kilometer lang.
Afwatering: Koulusrivier  →  Alasrivier →   Idirivier →  Muonio → Torne → Botnische Golf